# Pla de Palau

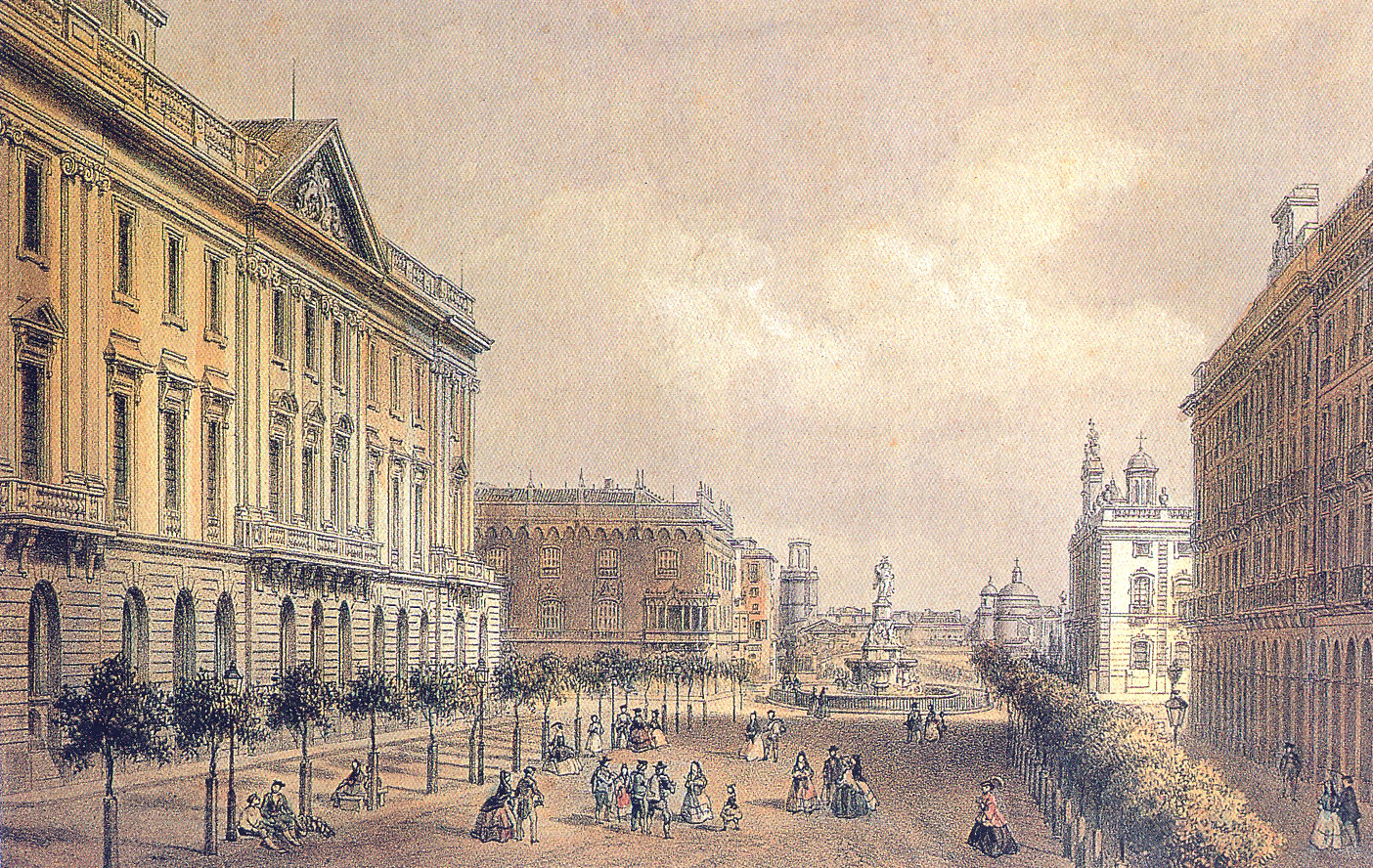
Vista del Pla de Palau hacia mediados del, litografía de Isidore Laurent Deroy.

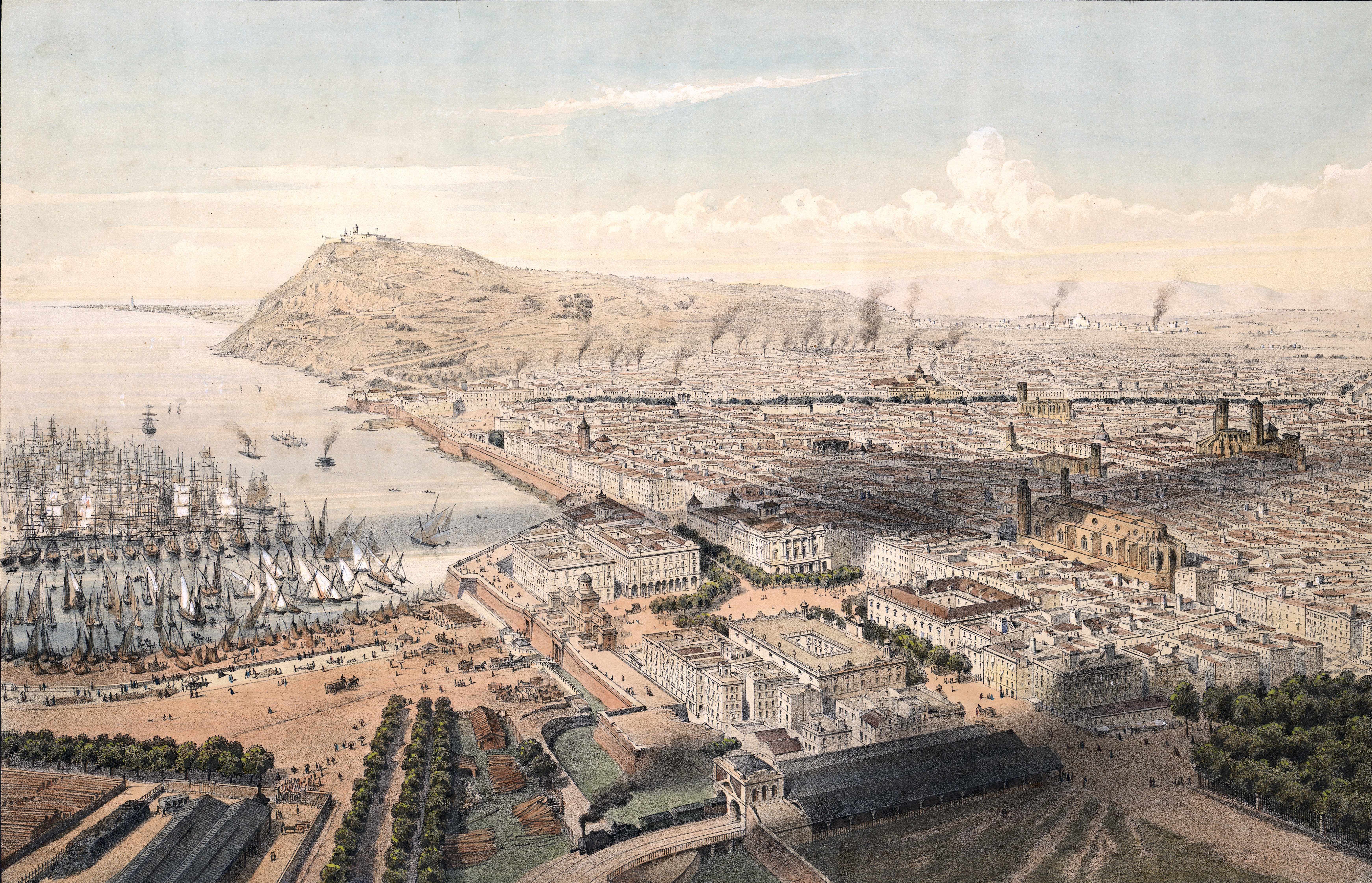
Vista del puerto de Barcelona con la montaña de Montjuic al fondo (1850), grabado de Alfred Guesdon. En el centro se ve el Pla de Palau, con la Lonja en la parte superior de la plaza, el Palacio del Virrey a la derecha, la Aduana en la parte inferior y el Portal del Mar a la izquierda, dando acceso al puerto y el barrio de La Barceloneta.

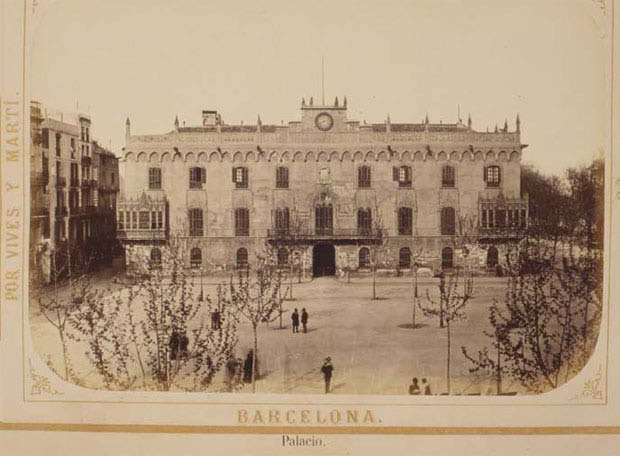
El Palacio del Virrey hacia 1850.

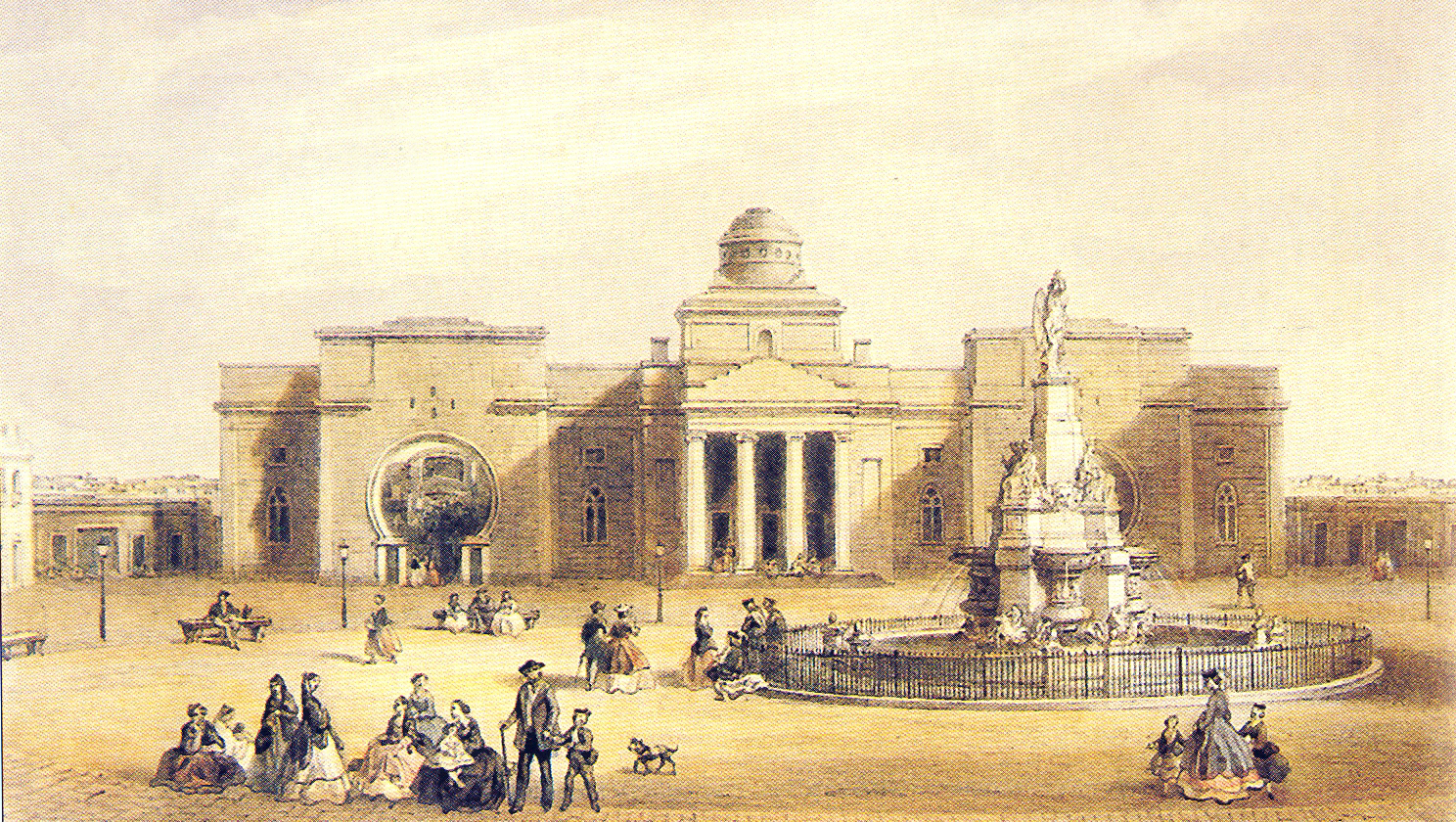
Portal de Mar, litografía de Isidore Laurent Deroy.

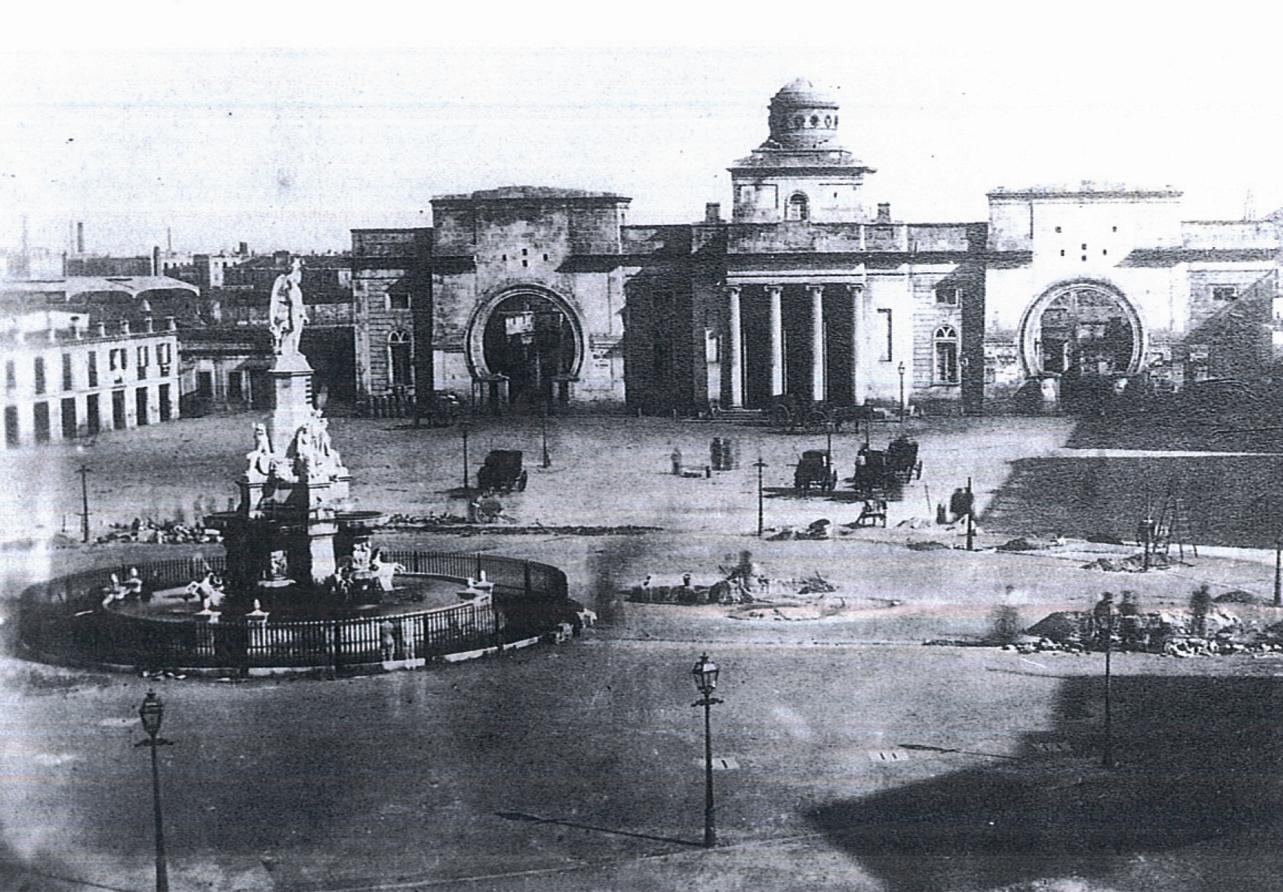
La plaza hacia 1858, con la fuente del Genio Catalán y el Portal de Mar.

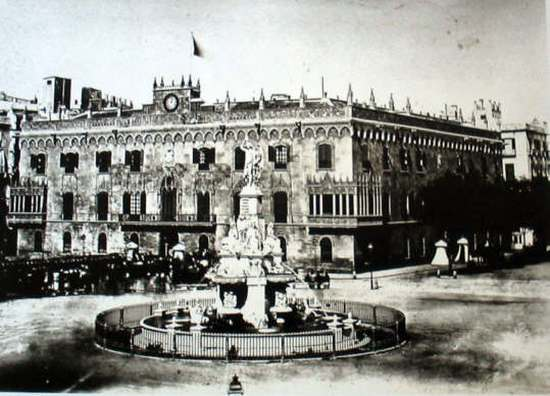
El Pla de Palau hacia 1870, con la fuente y el Palacio del Virrey.

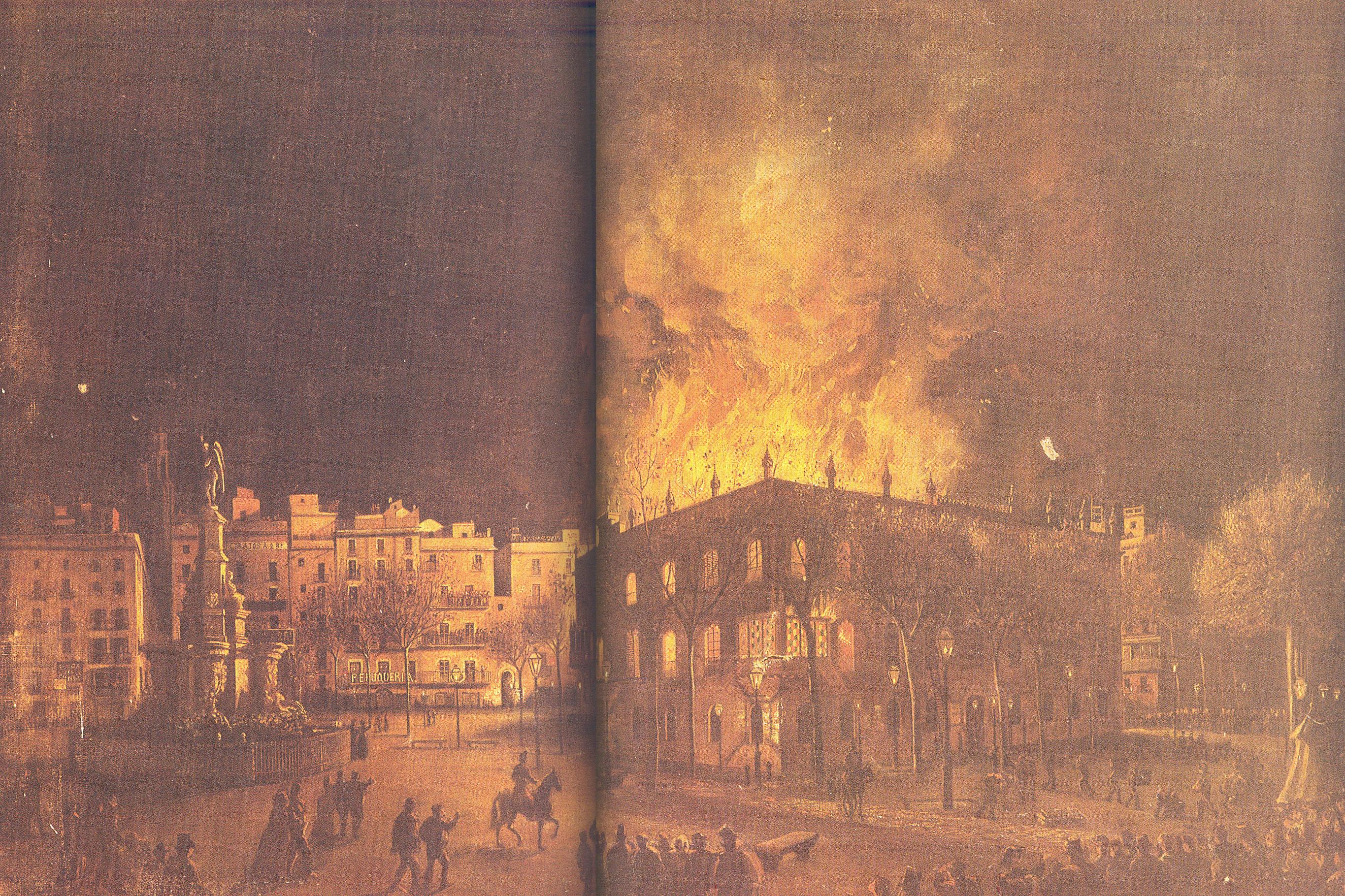
Incendio del Palacio Real (1876), óleo de M. Cuyàs.

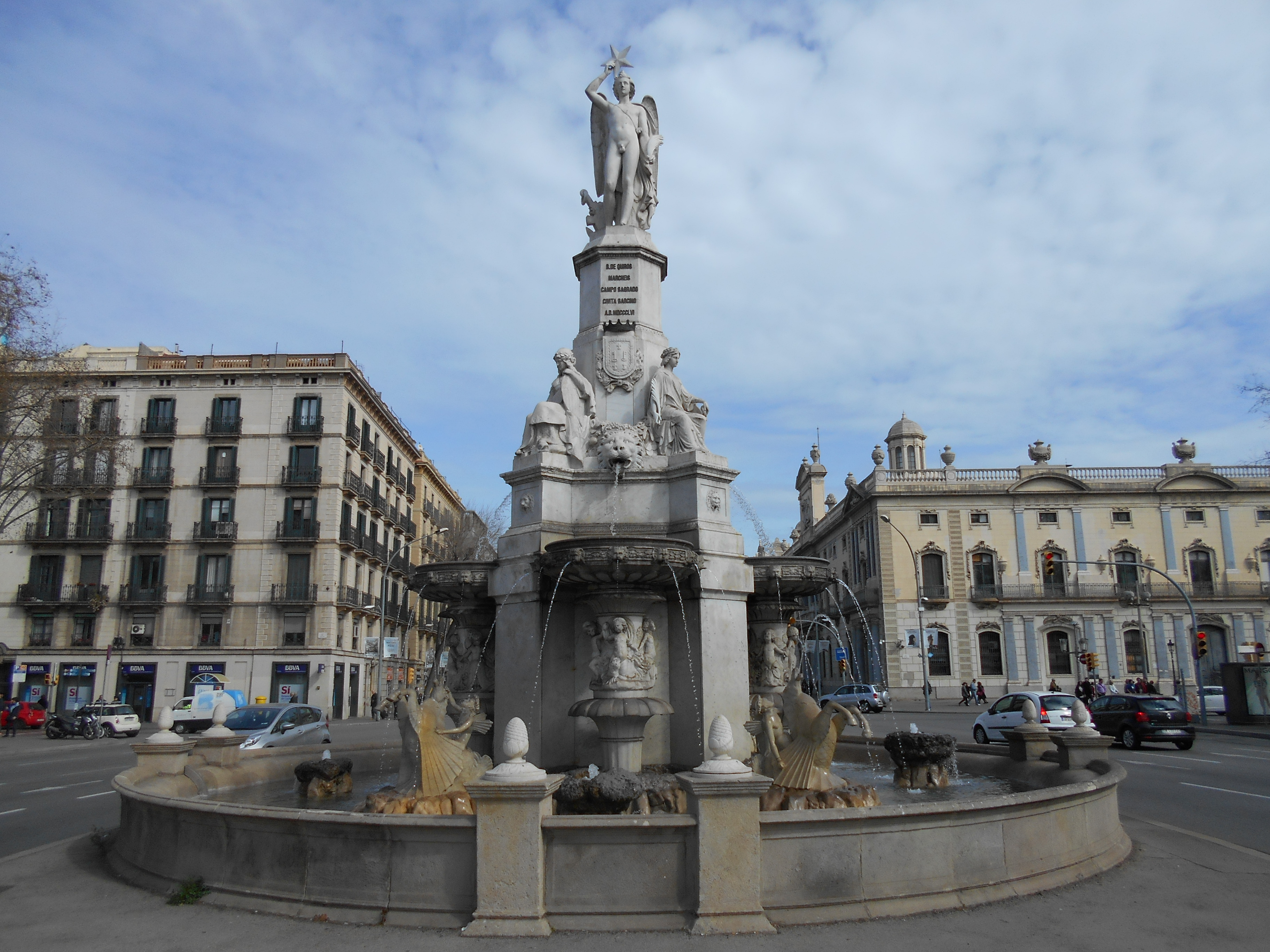
Fuente del Genio Catalán.

El Pla de Palau (Plaza Palacio) fue en la antigüedad la plaza principal de la Barcelona comercial debido a que era la puerta de entrada de todo aquello que venía a través del mar, ya fuesen mercancías o personas. De hecho era la plaza que daba al único acceso que se tenía a la ciudad desde el puerto, a través del portal de Mar (siglo XVI).
Durante la época medieval se configuró como centro de intercambios comerciales de primer orden, construyéndose en ella diversas edificaciones de carácter eminentemente comercial como:
- La Casa de la Lonja de Mar (1383).
- La Casa del General (siglo XV).
- El Hala dels Draps (siglo XIV).
- La Armería (Arsenal).
- La Aduana (siglo XV).
- El Consulado del Mar (siglo XV).

Durante el siglo XVII el Hala dels Draps se convirtió en el Palacio del Virrey, reformado nuevamente en 1846, fecha en que pasó a ser Palacio Real, hasta que fue destruido por un incendio en 1875. Del mencionado edificio es de donde procede el nombre de la plaza.

## Edificios de la plaza
El nombre de la plaza viene del Palacio del Virrey, originado en el Portal del Forment, un espacio porticado que servía de depósito de trigo, construido entre 1387 y 1389; en 1444 fue reedificado y destinado a lonja de paños, siendo conocido entonces como Hala dels Draps; también cumplía otras funciones, como la de aduana. Entre 1514 y 1608 se le añadió un piso superior, que servía de arsenal. Entre 1668 y 1688 se construyó el nuevo palacio destinado a los virreyes de Cataluña, con un proyecto de Fray Josep de la Concepció. Tras el decreto de Nueva Planta, en que fue abolido el cargo de virrey, el palacio pasó a ser residencia de los capitanes generales de Cataluña. En 1771 se construyó una nueva fachada, diseñada por el conde de Roncali, en estilo neoclásico. El edificio fue reformado nuevamente en 1846 en ocasión de una visita de Isabel II, fecha en que pasó a ser Palacio Real, hasta que fue destruido por un incendio en 1875.
En 1833 la plaza fue reformada, con un proyecto de Josep Massanès, el cual también construyó entre 1844 y 1848 el Portal de Mar, un monumental pórtico de acceso a la Barceloneta desde la plaza, que fue derribado en 1859. De estilo ecléctico, mezclaba elementos clásicos, góticos y orientales, y estaba formado por una puerta con cuatro columnas jónicas, frontón escalonado y cúpula, mientras que en los laterales se situaban unos monumentales arcos de herradura ultrapasados apoyados sobre dobles columnas.
El conjunto de la plaza actual destaca por el carácter monumental. Su aspecto actual data del siglo XVIII cuando se llevaron a cabo múltiples reformas y construcciones para ennoblecer el espacio y dotarlo de un estilo neoclásico, acorde con el entorno del Paseo de Colón. 
Entre los bloques de viviendas del lateral oeste, destacan los edificios de estilo historicista y eclético de los números 1, 5-6, 7, 8, 9, 11, 12, 13 y 14, todos ellos construidos entre 1850 y 1890 y actualmente catalagodos como Bien de Interés Urbanístico. 
El resto de edificios también catalogados son los siguientes:

### Delegación del Gobierno (Antigua aduana)
El edificio, de estilo neoclásico, fue construido como aduana entre 1790 y 1792 por el conde de Roncali. En 1902 cambió su función para convertirse en sede del Gobierno Civil, que con la llegada de la democracia se transformó en Delegación del Gobierno. Posteriormente la sede de la Delegación del Gobierno en Cataluña se trasladó al Palacio Montaner, en el distrito del Ensanche, quedando aquí unas pocas oficinas.

### Facultad de Náutica
La Escuela de Náutica de Barcelona, creada en 1769, tuvo diversos emplazamientos hasta que se construyó la sede actual, en los años 1930. Se trata de un edificio de tipo clasicista, acorde con el resto de plaza y, en especial, con el estilo de la Lonja. Desde 1990 la Escuela forma parte de la Universidad Politécnica de Cataluña, llamándose oficialmente Facultad de Náutica.

### Casas de Xifré
Conjunto de cinco edificios que forman un gran bloque que ocupa la manzana delimitada por las calles Reina Cristina, Llauder, Paseo de Isabel II y Pla de Palau. Construidas en 1840 bajo el patrocinio del indiano José Xifré, se consideran un ejemplo paradigmático de la arquitectura burgesa neoclàssica en la capital catalana. Además de los medallones con motivos mitológicos de su fachada, destacan en la construcción los soportales, en los que se ubica desde 1771 el restaurante 7 Portes, uno de los más antiguos de la ciudad.

### Casa Collaso
Vecina y prácticamente contemporánea a las Casas de Xifré se levanta la Casa Collaso, conocida originalmente como Casa Carbonell. Como la anterior, reproduce el modelo de casa burgesa del ochocientos, pero sin su riqueza ornamental. En este caso destaca en la fachada de Pla de Palau el pórtico períptero de estilo neogriego, con columnas estriadas dóricas. Destacan también los balcones, con barandas de hierro forjado. La finca, que ocupa toda la manzana delimitada por las calles Reina Cristina y Pas Sota Muralla y el Pla de Palau, está catalogada como Bien Cultural de Interés Local.

### Lonja de Barcelona
El edificio actual de la Lonja o Llotja de Mar, catalogado como Bien de Interés Cultural, es fruto es una profunda remodelación en estilo neoclásico realizada entre 1774 y 1802, aunque conserva la sala de contrataciones, de estilo gótico, del siglo XIV. Actualmente funciona como sede de la Cámara de Comercio de Barcelona y de la Real Academia de Bellas Artes de San Jorge, la cual conserva un importante fondo de arte.

### Fuente del Genio Catalán
En 1856 se erigió en la fuente del Genio Catalán, obra del arquitecto Francisco Daniel Molina, con decoración escultórica de Fausto Baratta y Josep Anicet Santigosa. Se construyó en homenaje al marqués de Campo Sagrado, quien fomentó la llegada de agua procedente de Moncada en unos años de fuerte sequía. Sobre un estanque circular se halla un pedestal con estatuas alegóricas de las cuatro provincias catalanas, mientras que sus cuatro bocas de agua, con forma de cabeza de león, representan los principales ríos del Principado (Ebro, Segre, Ter y Llobregat); sobre un pilar octogonal se alza la figura del Genio Catalán, un joven desnudo con alas que sostiene una estrella en su mano derecha, que representa el Progreso, y una palma de la Victoria en la izquierda.

### Farolas de Gaudí
El Ayuntamiento de Barcelona encargó a Antoni Gaudí el diseño de unas farolas, de las que realizó dos modelos: uno para la plaza Real (1878), y otro para el Pla de Palau (1889). Quedan dos ejemplares, situados junto a la Aduana Vieja (actual Delegación del Gobierno); otros dos que había junto a la Facultad de Náutica han desaparecido. Están elaborados en hierro forjado, y son una versión simplificada de los de la plaza Real, con tres brazos y un remate en forma de corona invertida con dos cabezas de serpiente.